# Ramoncín
José Ramón Julio Martínez Márquez, conegut com a Ramón, en els seus inicis, o Ramoncín (Madrid, 25 de novembre de 1955), és un cantant de rock, actor i presentador espanyol. És considerat habitualment com un dels pioners del fenomen punk a Espanya. Va ser membre de la junta directiva de la SGAE.

## Biografia

### Ramoncín i W.C.?
Entrà a formar part d'un grup tot responent a un anunci que José Ramiro va fer l'any 1976 a Disco Express. L'anunci demanava "un cantant per a grup de Vallecas. No importa que sigui molt bo però cal que s'ho munti bé a l'escenari". Ramoncín agradà força al grup quan interpretaren Jumping Jack Flash, dels Rolling Stones, en el local d'assaig. El grup canvià de nom per dir-se "W.C.?", i gràcies als contactes de Ramoncín començaren a fer-se coneguts amb temes com El rey del pollo frito, Marica de terciopelo o Cómete una paraguaya. La premsa començà a anomenar-los "Ramoncín i los W.C.?", cosa que molestà la resta de la banda.
El 1977 els integrants originals del grup decideixen deixar degut al rumb punk que prenia Ramoncín i van ser substituïts per Carlos Michelini, Roberto Jiménez i Manolo Caño. Mesos més tard, Ramoncín pacta amb una discogràfica i, amb només 22 anys, grava el disc Ramoncín y W.C.? amb instrumentistes d'estudi. Segons Jero Ramiro, en el disc hi havia cançons que pertanyien a la banda original utilitzades sense el seu el consentiment.
Aquest àlbum contenia temes com El rey del pollo frito, narració en primera persona en la qual el cantant es posava en la pell d'un alt dirigent discogràfic. El públic el malinterpretà, creient que parlava de si mateix, el que a la llarga li valgué el sobrenom del "rey del pollo frito".

### Èxit en solitari
El 1979 tragué al mercat el seu segon disc, Barriobajero, que contenia cançons de temàtica social (sobretot retrats de personatges marginals, com en "Chuli"). Però fou el 1981 quan aconseguí un èxit comercial major gràcies a Arañando la ciudad; Ramón s'obre cap a un nou so que anirà evolucionant cap al rock durant els anys 80. A més, contenia èxits com Hormigón, mujeres y alcohol (més coneguda com a Litros de alcohol), Reina de la noche, Putney Bridge o Ángel de cuero.
El 1982 publica ¡Corta!, un disc que conté temes com Bajando i Sal de naja. També en aquesta època fa la seva primera aparició a la pantalla gran, a la descuidada pel·lícula Adolescencia.
El 1984 edita el seu cinquè disc, anomenat Ramoncinco, amb un canvi en el seu so gràcies a senzills com Nicaragua, de gran càrrega política, coescrit amb Manolo Tena; o La chica de la puerta 16, firmada a mitges amb Pepe Risi (Burning).
L'any següent surt al mercat Como el fuego, en la línia de l'anterior treball, amb cançons com La cita.
El 1986 s'edita La vida en el filo, considerat el seu millor disc. La cançó que obre el disc, Como un susurro, té el suport de la guitarra de Brian May, de Queen. Fe ciega (1988) comptava amb temes com ¡Ayúdame! (no soy un héroe), Forjas y acero i Dos vidas.

### Al Límite, tancant una etapa
El 1990 abandonà la música amb el doble CD en directe Al límite, vivo y salvaje per començar una carrera com a presentador de televisió a La 2 de TVE, amb el concurs Lingo. Durant aquesta època sortiren al mercat algunes recopilacions i també uns quants llibres (cal destacar les dues edicions de Tocho Cheli)
En el 1998 torna als estudis de gravació per treure Miedo a soñar, un nou disc en el qual Ramoncín presenta nous plantejaments sonors i un rock més adult.
Alhora, es converteix en contertulià habitual de programes de debat com Moros y cristianos o Crónicas marcianas (durant la seva primera època).

### El retorn a la música
El 2000 treu al mercat Ángel de cuero - 20 años de canciones, un recopilatori que recull el millor de la seva carrera com a cantant, amb diversos temes en directe i l'afegit de cinc noves cançons. Dos anys després presenta Canciones desnudas - Volumen 1, compost per un disc gravat en directe a Pamplona el 1984, un disc de curiositats i un DVD; el disc, però, no veurà la llum fins a l'any següent per problemes de distribució.
També el 2003 apareix com un dels personatges principals de la pel·lícula Tánger.
El 2005 presenta la seva nova referència: Canciones desnudas - Volumen 2, una caixa amb 3 DVDs, dos d'ells en directe (un en els 80 i l'altre en els 90) i un tercer amb entrevistes i imatges.
El 2006 retornà als escenaris. A l'edició d'aquell any del Viña Rock a Villarrobledo (Albacete) Ramoncín suspengué la seva actuació perquè una part del públic present llançà diversos objectes quan sortí a l'escenari.
El cantant s'ha caracteritzat per les seves crítiques a la pirateria musical, arribant fins i tot a queixar-se per la suposada falta de compromís d'altres artistes. Això el portà a veure's embolicat en una polèmica amb Joaquín Sabina, a causa del títol de la gira de Sabina Carretera y top manta.
L'agost d'aquest any Ramoncín anuncià que deixaria de fer campanya "com a cap de cartell" per la defensa dels drets d'autor perquè "ja n'havia tingut prou".
Els seus tretze discs arribaren a vendre una mica més d'un milió de còpies, pel qual rebé el 2006 un Disc de Diamant.
Al juny de 2007 abandonà la junta directiva de la SGAE després de 20 anys. Està preparant un nou àlbum d'estudi.
Al novembre de 2009 els mitjans de comunicació informen que una assessoria jurídica contractada per vetllar pel seu bon nom i reputació, aconsegueix tancar el canal de la revista d'humor "El Jueves" a Youtube. Aquesta publicació es referí d'ell com "el tío ese que iba de rebelde y luego se operó la nariz".

## Discografia
- 1978: Ramoncín y W.C.?
- 1979: Barriobajero
- 1981: Arañando la ciudad
- 1982: ¡Corta!
- 1984: Ramoncinco
- 1984: Grandes éxitos (recopilació)
- 1985: Como el fuego
- 1986: Éxitos en carretera (recopilació)
- 1986: La vida en el filo
- 1988: Fe ciega
- 1990: Al límite: Vivo y salvaje (directe)
- 1991: Colección privada (recopilació)
- 1998: Miedo a soñar
- 2000: Ángel de cuero: 20 años de canciones (recopilació amb 5 noves cançons)
- 2003: Canciones desnudas, vol. 1 (directe + rareses + DVD)
- 2005: Canciones desnudas, vol. 2 (DVD)
- 2008: 1978-2008 Memoria audiovisual (recopilació + DVD)

## Llibres publicats
Ramoncín, ha publicat diversos llibres, com ara, Ventanas del alma, una recopilació que inclou poemes i lletres de cançons escrites entre 1973 i 2010. L'obra, editada per Sial/Contrapunto i prologada pel cineasta Manuel Gutiérrez Aragón, recull més d'un centenar de textos, molts dels quals es van convertir en cançons, així com una selecció de fotografies que mostren diverses facetes de l'artista. Entre els materials inclosos, s'hi troben el seu primer poemari Animal de ojos caídos (1979), Palabras de amor y otras cosas para decir en voz alta (2000) i versos inèdits datats de 1973. Ramoncín també va escriure altres obres, com els diccionaris Tocho cheli (1993) i El nuevo tocho cheli (1996), i llibres com Autobiografía de la supervivencia (1986) i Guía inútil de Madrid (2002).